# Anne du Bourg
Anne du Bourg (Riom, 1521 - París, 23 de diciembre de 1559) fue un magistrado francés, sobrino del canciller Antoine du Bourg.

## Vida pública
Educado en la Universidad de Orléans, se convirtió en profesor y tuvo a Étienne de La Boétie como estudiante. Pasó a ser asesor del Parlamento de París en 1557. En 1559, durante un mercurial (sesión de parlamento), Du Bourg atacó la política real de represión contra "aquellos llamado herejes". No guardó secreto sobre sus convicciones calvinistas. Enrique II lo tuvo bajo arresto; después de su muerte, el poder de Guisa quedó monopolizado en detrimento de Francisco II. Después de un juicio, durante el cual Du Bourg utilizó todos los recursos de la ley, fue condenado como hereje, mandó a ser ahorcado en la Place de Grève y que su cuerpo fuese quemado.
El Elector del Palatinado aclamó piedad al rey, nombrándolo profesor de ley en Heidelberg, pero fue en vano. Murió el 23 de diciembre, después de haber declarado él en la horca "Mis amigos, no estoy aquí como un ladrón o un asesino, estoy acá por el evangelio".